# Alberto Cavallari
Pour les articles homonymes, voir Cavallari.
Alberto Cavallari est un journaliste et écrivain italien, né le 1er septembre 1927 à Plaisance et mort le 20 juillet 1998 à Levanto.

## Biographie
Fils d'un commerçant, Enrico (Plaisance, 1894-1972) et d'une ménagère, Dirce Bongiorni (Casa Celli di San Lazzaro, 1900 - Plaisance, 1969), il a un frère, Oreste, de six ans son aîné. Il épouse en 1954 Maria Teresa Astorri, dont il a deux fils : Paolo et Andrea.
Il débute très jeune dans la carrière du journalisme, en fondant et dirigeant la revue Numero, (1945-1946) dans laquelle Morlotti, Vedova et d'autres publient le Manifesto del Realismo dit Oltre Guernica, et en collaborant à L'Italia Libera (1945), organe du Parti d'action, au Corriere Lombardo (1947) et à la Libertà de Plaisance. Il est rédacteur d'Epoca (1950-1953), envoyé spécial du Corriere della Sera (1954-1969), directeur du Il Gazzettino de Venise (1969-1970), commentateur politique de TG2 (1971), directeur de la filière romaine de l'Europeo (1972-1973), correspondant à Paris pour La Stampa (1973-1975) et pour le Corriere della Sera (1977-1981), directeur du Corriere della Sera (1981-1984) dans la période où le titre est impliqué dans les enquêtes sur la loge maçonnique P2, chroniqueur pour La Repubblica de 1984 jusqu'à sa mort, survenue en 1998|.
Il enseigne le journalisme à l'université Paris II (1978-1989) et organise de nombreux séminaires à l’université de Pavie. En 1984 il est membre de l'European Institute for the Media, d'abord auprès de l'université de Manchester, ensuite à l'université de Düsseldorf.
En 1965 Cavallari mène sur les pages du Corriere della Sera une enquête sur le concile Vatican II, culminant, le 3 octobre, avec une entrevue du pape Paul VI, la première jamais accordée par un pape.
En 1987, il publie dans la Repubblica un article rappelant l'importance des provinces de Plaisance et de Parme dans la vie du « cavaliere Verdi Giuseppe, agriculteur et musicien de profession » qui a passé la majeure partie de son existence entre les Roncole, Busseto et Sant'Agata, et dans lequel il décrit le rôle du torrente Ongina, « frontière entre ce triangle et le reste du monde ».
Personne mieux que lui n'a synthétisé sa vie comme il l'a fait avec son autobiographie publiée dans l'Autodizionario degli scrittori italiani.

## Publications
- (it) L'Europa intelligente, Rizzoli, Milan 1963: enquête sur la science et la politique européenne.
- (it) L'Europa su misura, Vallecchi (it), Florence 1963: voyage à travers les planifications économiques en Europe occidentale.
- (it) La Russia contro Kruscev, Vallecchi, Florence 1964[10], (es) traduit en espagnol, Plaza et Janes Editeurs, Barcelone 1965: journal de voyage en Russie après la chute de Khrouchtchev.
- (it) Italia sotto inchiesta, Corriere della Sera, 1963-1965 (avec I. Montanelli, P. Ottone, G. Piazzesi et G. Russo), Sansoni, Florence 1965.
- (it) Il Vaticano che cambia, Mondadori, Milan 1966, (en) traduit en anglais, Faber & Faber, Londres 1966, (en) américain, Doubleday & Co, New York 1967, (pt) portugais, Livraria Morais, Lisbone 1967, (es) espagnol, Plaza et Janes, Barcelone 1967, (nl) néerlandais, Ultgeverij Lannoo, L’Aja 1967, (es) espagnol, Ediciones GP, Barcelone 1971: un bilan de l'évolution structurelle du Vatican avec la première enrevue de l'histoire accordée par un pape.
- (it) Incontro con Miguel Angel Asturias (con M.A. Asturias e S. Pautasso), IILA[11], Rome 1973.
- (it) Il potere in Italia, Mondadori, Milan 1967: la vie politique italienne et l'autocritique des dirigeants.
- (it) Una lettera da Pechino, Garzanti, Milan 1974 et 1976  (ISBN 978-88-11-73908-1): journal d'un voyage en Chine en 1973.
- (it) La Cina dell’ultimo Mao, Garzanti, Milano 1975 et 1976  (ISBN 978-88-11-73917-3): voyage d'étude dans la « troisième Chine » après la révolution culturelle et la nouvelle constitution de 1975.
- (it) La Francia a sinistra, Garzanti, Milan 1977  (ISBN 978-88-11-73934-0): chronique du changement politique et de la vie sociale et culturelle de la France des années 1960.
- (it) Vicino e lontano, Garzanti, Milan 1981  (ISBN 978-88-11-73956-2): journal d'opinions sur des faits des années 1979-1981.
- (en) Media in competition: the future of print and electronic media in 22 countries (con E.G. Wedell e G.M. Luyken), European Institute for the Media, Manchester et InterMedia Centrum, Hamburg, 1986  (ISBN 3-926074-00-0).
- (it) La fuga di Tolstoj, Einaudi, Turin 1986  (ISBN 978-88-06-59385-8) puis Garzanti, Milan 1994  (ISBN 978-88-11-66653-0) et Skira [12], Milan 2010; (fr) traduit en français, Christian Bourgois[13], Paris 1989  (ISBN 2-267-00607-3) et éditions 10/18, Paris 1996  (ISBN 2-264-02067-9), (es) espagnol, Ediciones de la Magrana, Barcelone 1989  (ISBN 84-7410-451-3), Ediciones Penìnsula, Barcelone 1997  (ISBN 84-8307-035-9): reconstitution de la fuite de l'écrivain russe dans les journées précédant immédiatement sa mort. De ce texte a été tirée la pièce Sonata a Kreutzer, écrite et mise en scène en Espagne par Quim Lecina[14]
- (it) La fabbrica del presente, Feltrinelli, Milan 1990  (ISBN 978-88-07-08092-0): recueil des leçons d'information publique données à l'Université Paris II et à l'Université de Pavie dans les années 1980.
- (it) L'atlante del disordine, Garzanti, Milan 1994  (ISBN 978-88-11-73836-7), (no) traduit en norvégien, Hegland Trykkeri AS, Oslo 1994  (ISBN 978-82-91165-04-2): la crise géopolitique de fin de siècle.
- (it) La Forza di Sisifo, a cura di Marzio Breda, Aragno Editore [15], Tourin 2011,  (ISBN 978-88-8419-541-8); collection de chroniques, rapports, enquêtes, interviews et commentaires.

Traductions, directions et autres textes :
- (it) Dalla pittura ai fumetti, dir. L. Hogben, Mondadori, Milan 1952.
- (it) Collaboration en 1980 aux Affari Esteri[16] revue du Ministero degli Affari Esteri et de l’Associazione Italiana per gli Studi di Politica Estera.
- (it) Sabbioneta: una stella e una pianura, avec Paolo Carpeggiani, Rosalba Tardito, Stefano Mazzoni, Ovidio Guaita, Luca Sarzi Amade, CARIPLO (it), Milan 1985.
- Préface du livre Giuseppe Novello (it) et Rosellina Archinto Editore (it), Cartoline-lametta, Milan, Archinto, 1987 (ISBN 978-8-877-68037-2).
- (it) Felice Piemontese, Autodizionario degli scrittori italiani, Milano, Leonardo, 1990 (ISBN 8-835-50077-X), p. 98-99.
- (it) Daniel Foe, Robinson Crusoe, Milan, Feltrinelli, 1993 (ISBN 978-8-807-82059-5, lire en ligne), texte introductif, L'isola della modernità, p. 7-29.

## Prix
- Prix Saint-Vincent du journalisme (1960) [17]
- Prix Marzotto pour le journalisme (1963)
- Prix Palazzi (1963)[18]
- Prix Estense (1965)[19]
- Lions d'Oro – Lions Club Piacenza (1966)
- Prix journalistique Alfio Russo - Jarre d’argent (1979)
- Prix international La Madonnina (1984)
- Prix Acqui Storia – Testimone del Tempo (1988)[20]
- Colombe d'or pour la Paix – Archive pour le désarmement (1989)
- Prix journalistique Federico Motta Editore (1996)
- Prix Angil dal Dom - Fondation Cassa di Risparmio Piacenza e Vigevano (1996)[21]

## Distinctions
- Chevalier de la Légion d'honneur, Paris, président François Mitterrand (1983)[réf. souhaitée]
- Ambrogino d'Oro, médaille d'or, Milan